# Buchenseen
Das Naturschutzgebiet Buchenseen liegt auf dem Gebiet der Gemeinde Radolfzell am Bodensee im baden-württembergischen Landkreis Konstanz in Deutschland.

## Geographische Lage
Das 1939 als Naturschutzgebiet ausgewiesene Schutzgebiet befindet sich südwestlich des Radolfzeller Ortsteiles Güttingen und östlich des Buchensees. 

## Beschreibung
Das Gebiet der zwei Seen, auch Güttinger Seen genannt, umfasst rund elf Hektar einer Restseenkette in der Drumlin-Landschaft nordwestlich des Bodensees. Die Gewässer weisen im offenen Wasser Seerosen-Bestände auf und an den Ufern eine gut ausgebildete Zwischenmoor-Vegetation mit allmählichem Übergang zum Schwingrasengürtel.

## Fauna und Flora
Folgende Arten (Auswahl) sind im Schutzgebiet Buchenseen erfasst:

### Fauna

#### Amphibien und Reptilien
- Grasfrosch (Rana temporaria)

#### Insekten
- Blutrote Heidelibelle (Sympetrum sanguineum)
- Frühe Adonislibelle (Pyrrhosoma nymphula)
- Hufeisen-Azurjungfer (Coenagrion puella)
- Scharlachlibelle (Ceriagrion tenellum)
- Sibirische Winterlibelle (Sympecma paedisca)
- Sumpfschrecke (Stethophyma grossum)
- Vierfleck (Libellula quadrimaculata)

#### Vögel
- Teichrohrsänger (Acrocephalus scirpaceus)

### Flora
- Doldenblütler
  - Wasserschierling (Cicuta virosa)
- Orchideen
  - Strohgelbes Knabenkraut (Dactylorhiza ochroleuca)
  - Sumpf-Stendelwurz (Epipactis palustris)
- Sauergrasgewächse
  - Binsenschneide (Cladium mariscus)
  - Blasen-Segge (Carex vesicaria)
  - Faden-Segge (Carex lasiocarpa)
  - Hirse-Segge (Carex panicea)
  - Igel-Segge (Carex echinata)
  - Sumpf-Segge (Carex acutiformis)
- Sonnentaugewächse
  - Rundblättriger Sonnentau (Drosera rotundifolia)